# Arrecife periférico
Un arrecife periférico es uno de los tres tipos principales de arrecifes de coral. Se distingue de los otros tipos principales, arrecifes de barrera y atolones, en que tiene una zona de arrecife trasero completamente poco profunda (laguna) o ninguna en absoluto. Si un arrecife periférico crece directamente desde la costa, entonces el arrecife plano se extiende hasta la playa y no hay backreef. En otros casos (por ejemplo, la mayor parte de las Bahamas), los arrecifes aledaños pueden crecer a cientos de metros de la costa y contener extensas áreas de vegetación con numerosos prados de pastos marinos y parches de arrecifes.

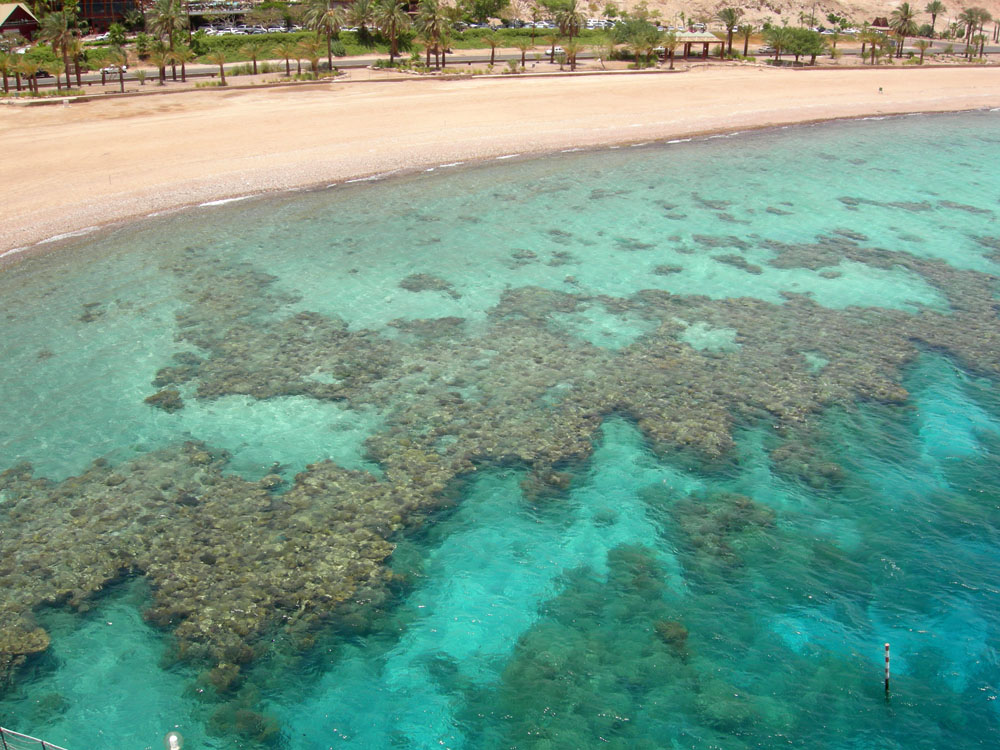
Un arrecife de la costa de Eilat, Israel

Este tipo de arrecife de coral es el tipo de arrecife más común que se encuentra en el Caribe y el Mar Rojo. Charles Darwin creía que los arrecifes marginales son el primer tipo de arrecifes que se forman alrededor de una masa terrestre en un proceso de crecimiento de arrecifes a largo plazo.

## Barrera de Coral
A veces es difícil distinguir entre los arrecifes periféricos y otro tipo de arrecife llamado barrera de coral. Una de las formas en que se separan estos dos tipos de arrecifes se basa en la profundidad de la laguna en el arrecife trasero. Los arrecifes de barrera tienen al menos algunas porciones profundas; los arrecifes fronterizos no lo hacen. Otra diferencia importante es que los arrecifes de barrera tienden a estar mucho más lejos de la costa que los arrecifes aledaños.

## Estructura

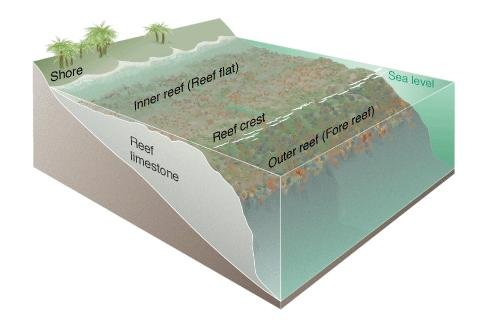
Diagrama de un arrecife de coral periférico

Hay dos componentes principales que componen un arrecife periférico: el arrecife plano y la pendiente del arrecife.

### Arrecife plano (arrecife trasero)
El arrecife plano es el área más amplia, plana y hacia la costa del arrecife. El arrecife plano se encuentra en aguas bastante poco profundas y se puede descubrir durante la marea baja. Esta zona del arrecife tiene una ligera pendiente hacia el mar abierto. Dado que el arrecife plano es adyacente o casi adyacente a la tierra, es el que sufre el mayor daño de la escorrentía y los sedimentos. Por lo general, pocos de los corales del piso están vivos. A menudo se encuentran pastos marinos, algas marinas y corales blandos.

### Pendiente de arrecife (arrecife de proa)
La pendiente del arrecife se encuentra en el borde exterior del arrecife, más cerca del océano abierto. Esta área del arrecife es a menudo bastante empinada y desciende a un fondo de arena relativamente poco profundo oa profundidades demasiado grandes para permitir el crecimiento de coral. El coral crece mucho más abundantemente en esta pendiente, tanto en número como en diversidad de especies. Esto se debe principalmente a que la escorrentía y los sedimentos están menos concentrados aquí. La mayor acción de las olas dispersa los contaminantes y transporta nutrientes a esta área. Una característica común en el arrecife de proa son las formaciones de espolones y surcos que transportan sedimentos cuesta abajo en el surco.
La parte superior de esta pendiente se llama cresta del arrecife. La cresta tiene el mejor equilibrio entre la luz del sol y las olas, por lo que el coral crece más rápido aquí. La base de la pendiente recibe la menor cantidad de luz solar y tiene el menor crecimiento de toda la pendiente.

## Distribución
Los arrecifes fronterizos se encuentran cerca de la costa en los trópicos en muchas áreas y son el tipo de arrecife más común. Los arrecifes de coral se encuentran en los trópicos en los que el agua está entre 18 y 30 °C. Muchos de los componentes de la Gran Barrera de Coral son en realidad arrecifes periféricos. De los cerca de 3400 arrecifes individuales, 760 son arrecifes marginales. Cerca de Msambweni, Kenia, el arrecife, que se extiende desde Msambweni hasta Malindi en el norte, es el arrecife de borde continuo más grande del mundo.

Esta animación dinámica muestra el proceso dinámico de formación de atolones de coral. Los corales (representados en marrón y morado) se asientan y crecen alrededor de una isla oceánica, formando un arrecife de borde. En condiciones favorables, el arrecife se expande y la isla interior se hunde. Finalmente, la isla se hunde por completo bajo el agua, dejando un anillo de coral en crecimiento con una laguna abierta en el centro. El proceso de formación del atolón puede tardar hasta 30,000,000 de años.

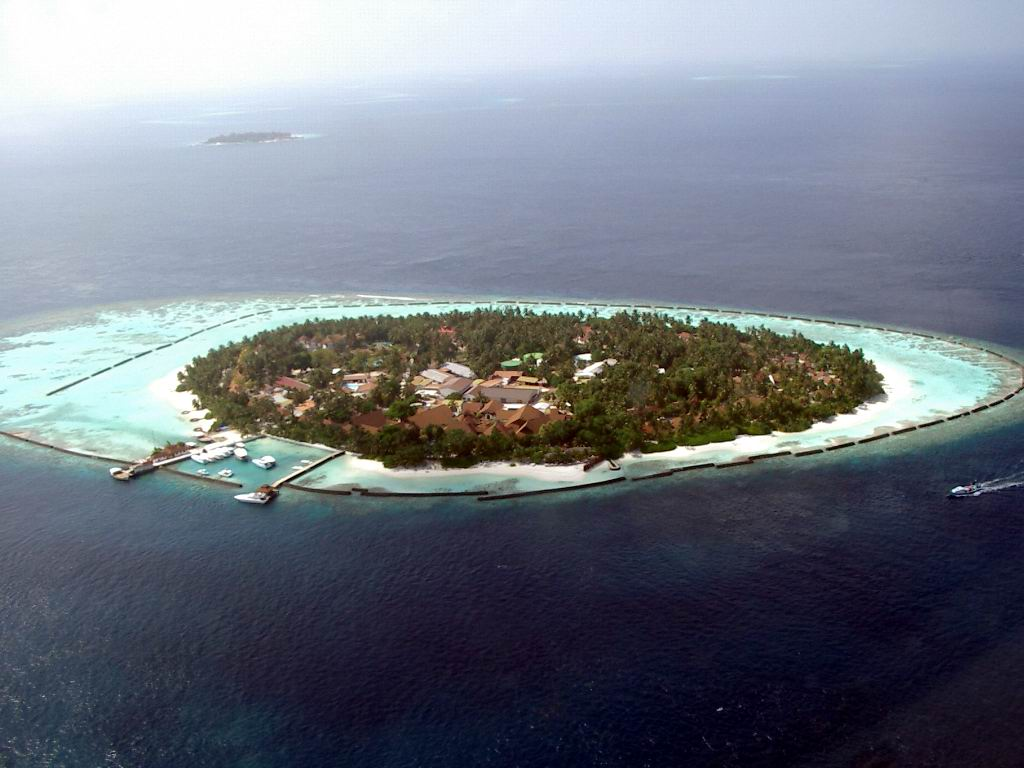
Isla con arrecife en las Maldivas

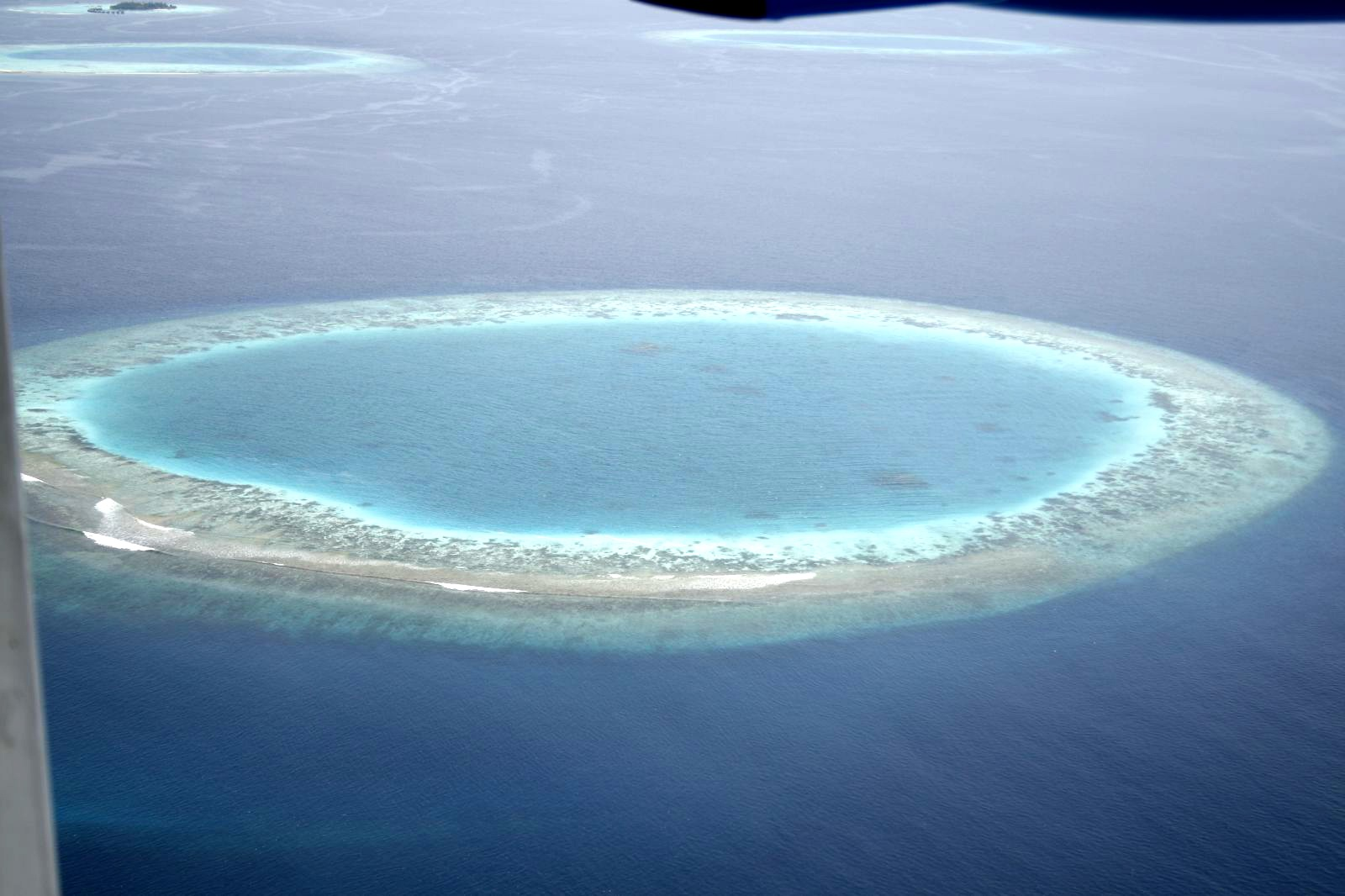
Un atolón de coral en las Maldivas

## Desarrollo
El determinante más importante del crecimiento de los arrecifes es el espacio disponible determinado por los cambios en el nivel del mar. Los cambios en el nivel del mar son principalmente el resultado de la glaciación o la tectónica de placas. La actividad tectónica puede tener efectos perjudiciales. Un terremoto en Ranongga en las Islas Salomón movió el 80% de su arrecife periférico permanentemente sobre el nivel del mar. Los arrecifes del norte se elevaron 1 m por encima de la altura del agua de la marea alta, mientras que en el lado sur los arrecifes se movieron de 2 a 3 m por encima de la altura del agua.
Los arrecifes de mantenimiento crecen al mismo ritmo que sube el nivel del mar. Los arrecifes de recuperación inicialmente crecen más lentamente que el nivel del mar, pero finalmente se recuperan cuando el aumento del nivel del mar disminuye o se detiene. Los arrecifes abandonados no pueden crecer lo suficientemente rápido y se "ahogan". Hay seis formas principales diferentes en las que los arrecifes marginales crecen y se desarrollan.
- Los arrecifes pueden desarrollarse verticalmente tanto como lo permita el espacio debajo de la superficie. El arrecife generalmente crece hacia arriba desde un punto de partida hacia la superficie. Una vez que la cresta del arrecife alcanza el nivel del mar, el arrecife puede comenzar a crecer hacia el mar. El crecimiento comienza después de las inundaciones, principalmente de partes del arrecife que han muerto. Debido a que el arrecife crece hacia arriba, los sedimentos más antiguos se encuentran más abajo en el arrecife. La edad del arrecife plano indica cuándo el arrecife alcanzó el nivel del mar. Los arrecifes de recuperación tienen superficies más jóvenes que los arrecifes de mantenimiento de este tipo.
- Los arrecifes pueden expandirse hacia el mar desde la costa. Esto requiere un nivel del mar bastante constante. Si el nivel del mar desciende, el arrecife plano en áreas más hacia el mar se inclina hacia abajo.
- Los arrecifes pueden crecer sobre sedimentos fangosos que pueden ser anteriores al arrecife o acumularse junto con el crecimiento del arrecife. Estos arrecifes también crecen hacia el mar desde la costa. Los sedimentos más viejos están más cerca de la costa y no están enterrados. Los corales, los pastos marinos y las algas filtran los sedimentos antes de que se coloquen en la cresta del arrecife.
- Los arrecifes pueden formarse de manera gradual y esporádica, con episodios de crecimiento verticales y horizontales alternos. En este tipo de formación de arrecifes periféricos hay múltiples arrecifes separados que se encuentran paralelos a la costa y al arrecife periférico original. Estos arrecifes se convierten en un solo arrecife grande cuando los sedimentos del arrecife llenan los espacios entre los diferentes arrecifes.
- Los arrecifes pueden desarrollarse cuando un arrecife en alta mar crece hasta el nivel del mar, formando una barrera. Cuando la cresta crece más rápido que la llanura, se forma una laguna. Luego, la laguna se llena de sedimentos costeros.
- Los arrecifes marinos pueden formar su barrera usando tormentas para mover el coral y otros desechos hacia adentro. Las tormentas recurrentes remodelan continuamente el lado mar adentro de tales arrecifes.

## Ecología
Al igual que con otros tipos de arrecifes, existen muchas razones para la destrucción de los arrecifes marginales. Las prácticas de pesca destructivas, como la pesca con cianuro, la pesca con explosivos, la pesca de arrastre de fondo y el muro-ami (golpear el arrecife con palos), pueden tener efectos perjudiciales. La pesca de arrastre es una de las mayores amenazas para los arrecifes de coral de agua fría. La sobrepesca afecta el equilibrio ecológico de las comunidades de los arrecifes de coral, perturbando la cadena alimentaria y provocando efectos mucho más allá de la población directamente sobrepescada. El turismo, como la navegación descuidada, el buceo, el snorkel y la pesca, con personas tocando los arrecifes, removiendo sedimentos, recolectando corales y echando anclas en los arrecifes, puede destruir los arrecifes. Algunos centros turísticos e infraestructura se han construido directamente sobre los arrecifes, y algunos centros turísticos vacían sus aguas residuales u otros desechos directamente en el agua que rodea los arrecifes de coral.
Las toxinas de la contaminación marina se vierten directamente al océano o son transportadas por los sistemas fluviales desde fuentes río arriba. Algunos contaminantes, como las aguas residuales y la escorrentía de la agricultura, aumentan el nivel de nitrógeno en el agua de mar, provocando un crecimiento excesivo de algas, que corta la luz solar de los arrecifes. La erosión causada por la construcción (tanto a lo largo de las costas como en el interior), la minería, la tala y la agricultura está provocando un aumento de los sedimentos en los ríos. Esto termina en el océano, donde puede sofocar a los corales privándolos de la luz necesaria para sobrevivir. La destrucción de los manglares, que normalmente atrapan grandes cantidades de sedimentos, está agravando el problema. La extracción de coral vivo se utiliza como ladrillos, relleno de carreteras o cemento para edificios nuevos. Los corales también se venden como souvenirs a turistas y exportadores y se recolectan para el comercio de rocas vivas.
Los corales no pueden sobrevivir si la temperatura del agua es demasiado alta. El calentamiento global ya ha provocado un aumento de los niveles de blanqueamiento de los corales, y se prevé que aumente su frecuencia y gravedad en las próximas décadas. Tales eventos de blanqueamiento pueden causar la muerte por completo de arrecifes de coral y ecosistemas de arrecifes ya estresados.

## Diversidad de especies
El área del arrecife trasero tiene la menor diversidad de especies, lo que aumenta hacia el mar hacia la cresta del arrecife. Parte de esta diferencia es el resultado de la eutrofización debida al aumento de nutrientes, sedimentos y toxicidad de los desechos domésticos e industriales. Más macrófitos viven en el fondo debido al aumento de nutrientes. Este aumento de nutrientes ha provocado un aumento en la cantidad de fitoplancton que está presente sobre el arrecife de coral. El aumento de fitoplancton ha provocado una reducción de la luz que llega a las especies de coral y también ha dado lugar a un mayor número de invertebrados más grandes. Los sedimentos que están presentes en el medio ambiente aumentan la turbidez y pueden sofocar algunos organismos. Los corales presentes en los arrecifes periféricos utilizan cuatro procesos para deshacerse de los sedimentos que incluyen la distensión de los pólipos, el movimiento tentacular, la acción ciliar y la producción de moco.
En el área del arrecife más cercana a la costa, generalmente hay una gran cantidad de algas carnosas que se forman en la arena y los escombros de coral. Estos tipos de algas incluyen Lyngbia sp. y Oscilatoria sp. En los últimos años, las especies dominantes en la llanura del arrecife se han visto afectadas por cambios ambientales. En los arrecifes periféricos de Barbados se encuentran especies como Diploria strigosa, Palythoa mamillosa y Diadema antillarum.
La especie más común de la cresta del arrecife es Porites porites, un tipo de coral pétreo, aunque también hay áreas significativas cubiertas de algas parecidas a la carne.